# Party in the U.S.A.
«Party in the U.S.A.» («Вечеринка в США») — песня, исполненная Майли Сайрус. Песня входит в альбом The Time of Our Lives и признана лучшей песней в исполнении певицы. Она была выпущена 11 августа 2009 года на лейбле Hollywood Records в качестве лид-сингла к мини-альбому The Time of Our Lives. Автором песни является Джесси Джей, которая также исполняла данный сингл на своих концертах.

## История создания
Изначально песня предназначалась английской исполнительнице Джесси Джей для её дебютного студийного альбома, который вышел в 2009 году. Как позже она рассказала в своём интервью, в песне не было той энергии, которая ей нужна, и песня была отдана на исполнение Майли Сайрус. Песня отражает переезд Сайрус из Нашвилла в Лос-Анджелес. Над этим синглом Майли работала вместе с Dr. Luke. Майли не раз признавалась, что не любит поп-музыку, но останется поклонницей Бритни Спирс и других похожих исполнителей. Впервые песня появилась на радио 29 июля 2009 года, а 11 августа 2009 года, когда сингл был официально загружен в Интернет, Сайрус впервые исполнила его на премии Teen Choice Awards.

## Критика
Данная композиция получила множество оценок среди музыкальных критиков. Майкл Ханн из The Guardian назвал песню «милой поп-композицией». Также критикам понравилось исполнение песни во время Wonder World Tour. Микаэль Вуд из «New Your City’s Time Out» назвал эту песню убийственной, и подчеркнул, что это то, чего никто от Майли и не ожидал. Также эта песня была лучшей из тех, что отделяет Майли от её роли в Ханна Монтана.

## Живые выступления
Party in the U.S.A. стала самой успешной в карьере певицы, а также была признана вторым неофициальным гимном Соединённых Штатов Америки. Майли неоднократно исполняла её на премиях и в рамках мировых туров, что и помогло ещё больше раскрутить сингл. С 2013 года звучит новая версия песни, где есть более громкие аккорды гитар, а во время Bangerz Tour она исполняла ремикс на данную композицию.

## Награды
В 2010 году песня выиграла премию Much Music Video Awards в номинации «Лучшее международное видео».

## Чарты
| Чарт (2009–2021)                       | Пиковая позиция |
| -------------------------------------- | --------------- |
| Австралия (ARIA)                       | 6               |
| Австрия (Ö3 Austria Top 40)            | 30              |
| Бельгия/Валлония (Ultratop 50)         | 18              |
| Канада (Billboard Canadian Hot 100)    | 3               |
| Канада (Billboard AC)                  | 33              |
| Канада (Billboard CHR/Top 40)          | 3               |
| Канада (Billboard Hot AC)              | 4               |
| Дания (Tracklisten)                    | 23              |
| European Hot 100 Singles (Billboard)   | 17              |
| Франция (SNEP)                         | 6               |
| Мир (Billboard Global 200)             | 178             |
| Венгрия (Rádiós Top 40)                | 11              |
| Венгрия (Single Top 40)                | 6               |
| Ирландия (IRMA)                        | 5               |
| Япония (Billboard Japan Hot 100)       | 4               |
| Новая Зеландия (Recorded Music NZ)     | 3               |
| Норвегия (VG-lista)                    | 12              |
| Испания (PROMUSICAE)                   | 32              |
| Швеция (Sverigetopplistan)             | 22              |
| Швейцария (Schweizer Hitparade)        | 41              |
| Великобритания (OCC UK Singles)        | 11              |
| США (Billboard Hot 100)                | 2               |
| США (Billboard Adult Pop Airplay)      | 13              |
| США (Billboard Dance/Mix Show Airplay) | 9               |
| США (Billboard Pop Airplay)            | 1               |
| США (Billboard Rhythmic)               | 28              |

| Чарт (2009)                      | Позиция |
| -------------------------------- | ------- |
| Australia (ARIA)                 | 37      |
| Canada (Canadian Hot 100)        | 33      |
| Hungary (Rádiós Top 40)          | 124     |
| New Zealand (RIANZ)              | 17      |
| UK Singles (OCC)                 | 154     |
| US Billboard Hot 100             | 29      |
| US Mainstream Top 40 (Billboard) | 25      |

| Чарт (2010)                          | Позиция |
| ------------------------------------ | ------- |
| Australia (ARIA)                     | 95      |
| Belgium (Ultratop 50 Wallonia)       | 97      |
| Canada (Canadian Hot 100)            | 75      |
| European Hot 100 Singles (Billboard) | 78      |
| France (SNEP)                        | 49      |
| Hungary (Rádiós Top 40)              | 59      |
| US Billboard Hot 100                 | 67      |

## Сертификации
| Регион | Сертификация  | Продажи    |
| --- | ------------- | ---------- |
| Австралия (ARIA) | 9× Платиновый | 630 000    |
| Канада (Music Canada) | 4× Платиновый | 160 000*   |
| Дания (IFPI Danmark) | Платиновый    | 90 000     |
| Италия (FIMI) | Золотой       | 25 000     |
| Япония (RIAJ) · Digital single | Золотой       | 100 000*   |
| Новая Зеландия (RMNZ) | 7× Платиновый | 210 000    |
| Норвегия (IFPI Norway) | 3× Платиновый | 180 000    |
| Великобритания (BPI) | 2× Платиновый | 1 200 000  |
| США (RIAA) | Бриллиантовый | 10 000 000 |
| * Данные о продажах приведены только на основе сертификации. · Данные о продажах + прослушиваниях приведены только на основе сертификации. |               |            |

## История релиза
| Регион         | Дата            | Формат   |
| -------------- | --------------- | -------- |
| Великобритания | 26 октября 2009 | CD сингл |